# آق‌قلعه (سرعین)
آق‌قلعه روستایی است که در استان اردبیل، شهرستان سرعین، بخش مرکزی، دهستان آب‌گرم قرار دارد.

## جمعیت
بر اساس سرشماری مرکز آمار کشور جمعیت این روستا ا۳۸۷ نفر با ۸۳ خانوار بوده‌است.

## تاریخچه
این روستا در حدود سیصد سال پیش تشکیل شده و شنیده‌ها حاکی از مهاجرت تعدادی از طوایف بزرگ روستاهای اطراف از جمله روستای پیرآلقر و مهاجرت سه طایفه بسیار بزرگ از روستای کنزق بوده است.
لذا بین مردمان ساکن روستای کهن و تاریخی کنزق و پیرآلقر و... بااین روستا روابط خویشاوندی و دوستی بر قرار بوده تا جاییکه پساب رود و نهرهای متعلق به روستای کنزق جهت کشاورزی و دامداری در اختیار مردمان این روستا نیز قرار می‌گرفته است.
در سالهای نه چندان دور (تقریباً ۷۰ سال پیش) روستای آق قلعه دارای ۴۱۵ خانوار بوده است و کلیه مراسمات دینی و آئینی، مراسم سنتی، عزا داریها و … با حضور بزرگان و معممین روستاهای اطراف در این روستا بعنوان پرجمعیت ترین روستا برگزار می‌شده است و این روابط دوستانه و خویشاوندی بین روستاهای اطراف و روستای آق قلعه تا کنون نیز ادامه داشته است.
در هفتم دی ماه ۱۳۹۳ در حاشیه برگزاری مراسم هفته فرهنگی استان اردبیل در برج میلاد این روستا به عنوان روستای نمونه کشوری و روستای بدون طلاق ، اعتیاد و دخانیات معرفی گردید.
لازم به ذکر است بعد از زلزله سال 1375 و ویران شدن اغلب بناهای روستا محل این روستا تغییر و به کنار جاده اصلی اردبیل به سرعین انتقال یافت